# Beltpack

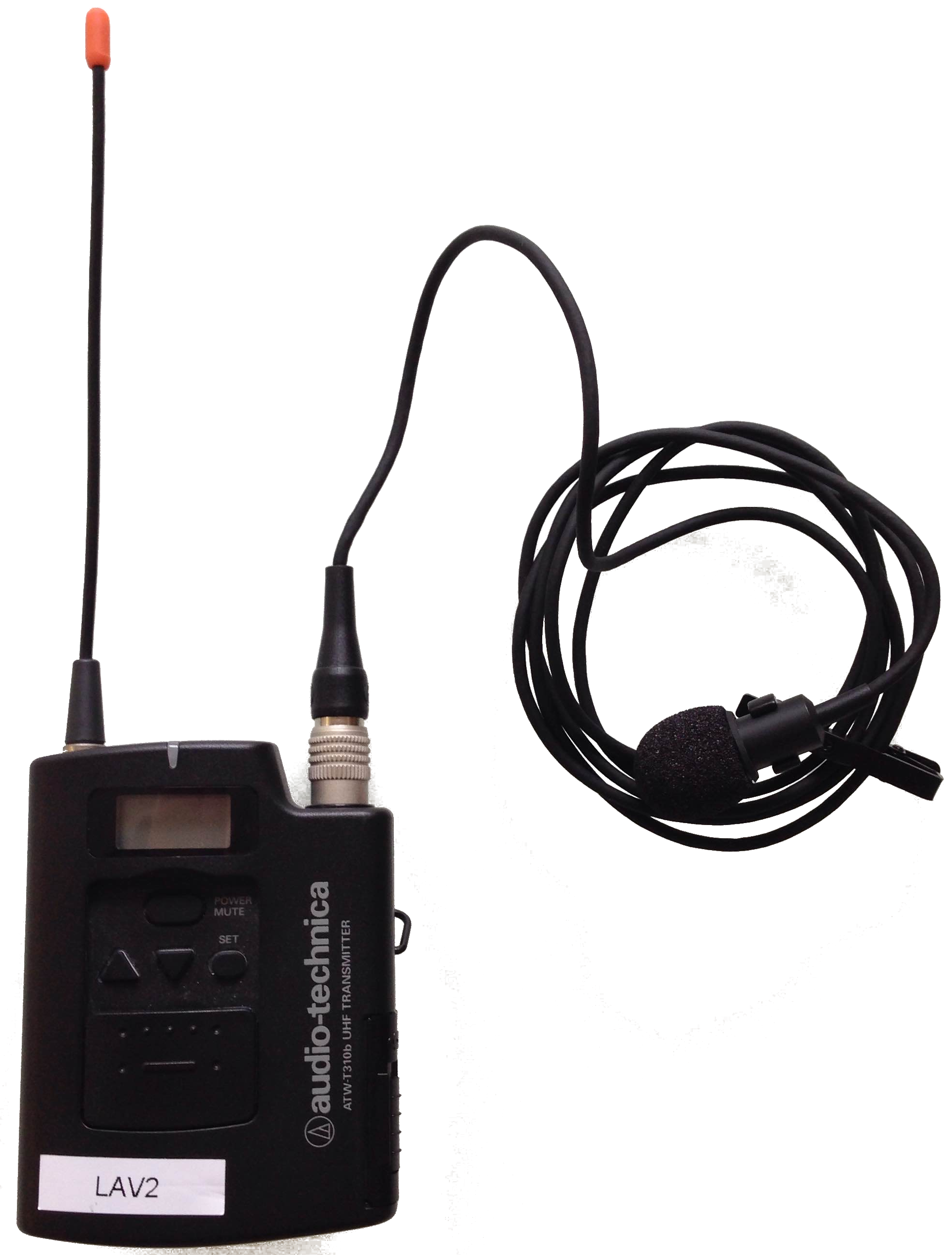
beltpack met lavalier microfoon

Een beltpack is een klein apparaatje met elektronica dat gedragen wordt door artiesten. Het wordt vaak gedragen aan de broeksriem van de artiest vandaar de naam beltpack wat letterlijk vertaald vanuit het Engels 'riembakje' is. Het zorgt ervoor dat de artiest vrij kan bewegen zonder verbonden te moeten zijn met kabels.  
Een beltpack kan een audio signaal draadloos verzenden en/of ontvangen. Er bestaan voor de verschillende toepassingen verschillende types beltpacks. 
Het kan bijvoorbeeld dienen als zender voor microfoons, meestal worden hiervoor dasspeld microfoons of headsets gebruikt. De microfoon wordt dan via een kabeltje aangesloten aan de beltpack waarna het signaal draadloos wordt verzonden naar de ontvanger.
Het kan bijvoorbeeld ook dienen voor in-ear monitoring of als bedienings-unit voor ASL-intercom systemen.
De beltpack wordt meestal gevoed door twee AA batterijen.  
De bekendste merken voor deze beltpacks zijn Sennheiser, Shure, ...